# Varín
Varín (ungarisch Várna) ist eine Gemeinde im Norden der Slowakei mit 3870 Einwohnern (Stand 31. Dezember 2024), die zum Okres Žilina im Žilinský kraj gehört.

## Geographie

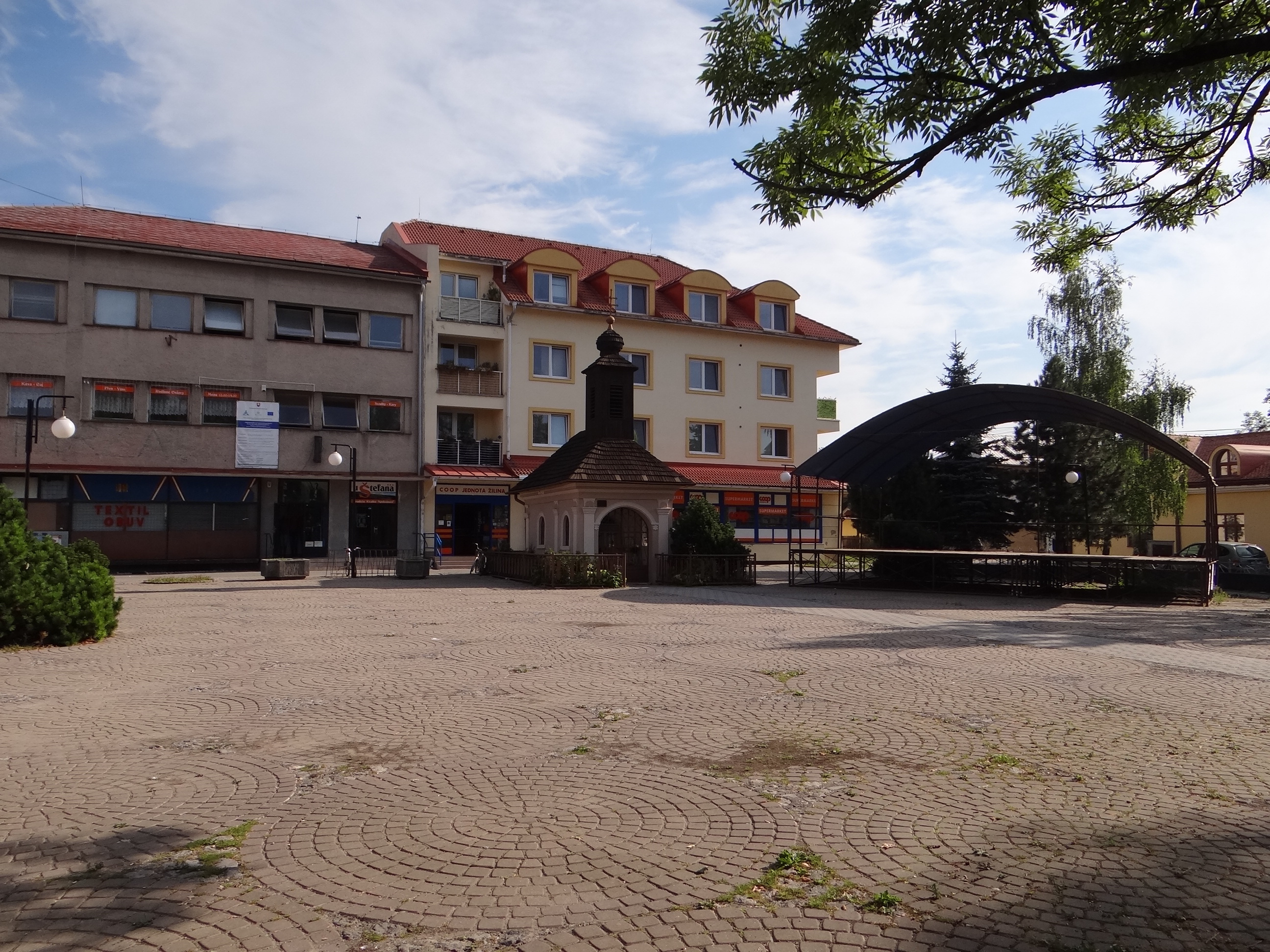
Platz im Ort

Sie liegt im Talkessel Žilinská kotlina an der Mündung der Varínka in die Waag, am Fuße der Kleinen Fatra. Das Ortszentrum liegt auf einer Höhe von 358 m n.m. und ist 11 Kilometer östlich von Žilina entfernt.
Im Ort befindet sich der Sitz der Verwaltung des Nationalparks Kleine Fatra.
Nachbargemeinden sind Lysica im Norden, Stráža im Nordosten, Krasňany im Nordosten und Osten, Nezbudská Lúčka im Südosten und Süden, Strečno im Süden und Südwesten und Gbeľany im Westen und Nordwesten.

## Geschichte
Der Ort wurde 1254 erstmals schriftlich erwähnt. 1828 zählte man 210 Häuser und 1699 Einwohner, die als Handwerker (Kürschner, Metzger, Näher, Schuster und Schlosser) und Landwirte beschäftigt waren.
Bis 1918 gehörte der im Komitat Trentschin liegende Ort zum Königreich Ungarn und kam danach zur Tschechoslowakei beziehungsweise heute Slowakei.

## Bevölkerung
| Jahr                | 1994 | 2004    | 2014    | 2024    |
| ------------------- | ---- | ------- | ------- | ------- |
| Anzahl der Personen | 3212 | 3474    | 3766    | 3870    |
| Unterschied         |      | +8,15 % | +8,40 % | +2,76 % |

| Jahr                | 2023 | 2024    |
| ------------------- | ---- | ------- |
| Anzahl der Personen | 3886 | 3870    |
| Unterschied         |      | −0,41 % |

Nach der Volkszählung 2011 wohnten in Varín 3661 Einwohner, davon 3593 Slowaken, 18 Tschechen, jeweils drei Magyaren und Russen und zwei Russinen. 42 Einwohner machten keine Angabe zur Ethnie.
3313 Einwohner bekannten sich zur römisch-katholischen Kirche, 18 Einwohner zur Evangelischen Kirche A. B., 13 Einwohner zur griechisch-katholischen Kirche, sechs Einwohner zur reformierten Kirche, vier Einwohner zu den Zeugen Jehovas, zwei Einwohner zur orthodoxen Kirche sowie jeweils ein Einwohner zur evangelisch-methodistischen Kirche und zur tschechoslowakischen hussitischen Kirche. Drei Einwohner bekannten sich zu einer anderen Konfession, 137 Einwohner waren konfessionslos und bei 163 Einwohnern wurde die Konfession nicht ermittelt.

## Bauwerke und Denkmäler

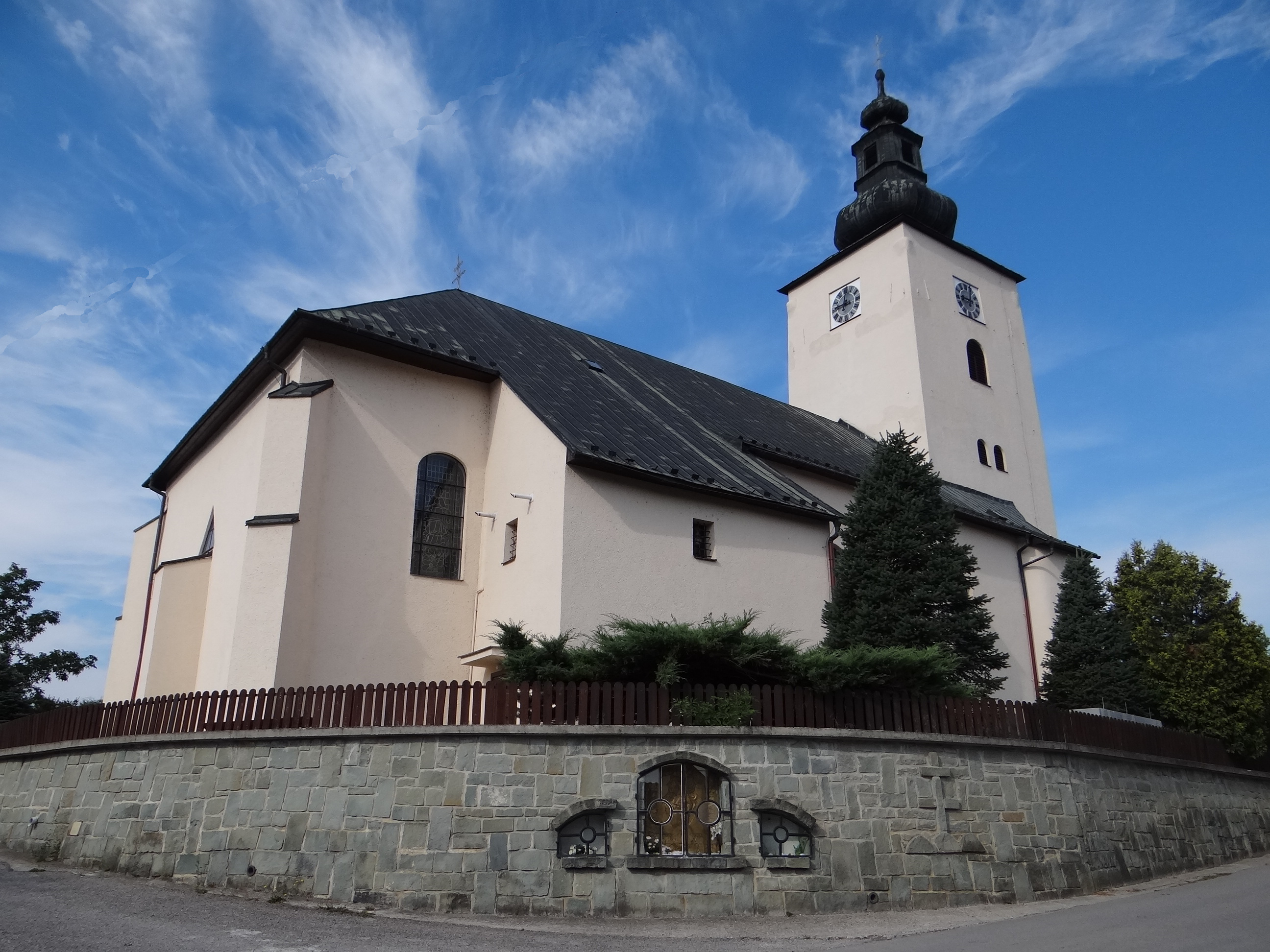
Kirche in Varín

Die Ruinen der Burg Starý hrad (ursprünglich Varín) befindet sich auf dem Katastralgebiet der Gemeinde. Im Ort gibt es auch einen Landsitz, eine Dreifaltigkeitskirche und zwei Kapellen und Taufschalen.
In Varín ist eine Straße nach dem faschistischen Diktator und Kriegsverbrecher Jozef Tiso benannt, was zu einigen Kontroversen geführt hat.

## Verkehr
Varín hat einen Bahnhof an der Bahnstrecke Košice–Žilina.